# Hasel Ghubi-je Afszar
Hasel Ghubi-je Afszar – wieś w Iranie, w ostanie Azerbejdżan Zachodni, w szahrestanie Mijandoab. W 2006 roku liczyła 1281 mieszkańców.